# Turnu Ruieni
Turnu Ruieni là một xã thuộc hạt Caraș-Severin, România. Dân số thời điểm năm 2002 là 3668 người.